# Darlington County
"Darlington County" – piosenka Bruce’a Springsteena, pochodząca z jego wydanego w 1984 roku albumu Born in the U.S.A. Utwór został zarejestrowany w 1982 roku w nowojorskim Avatar Studios w trakcie jednej z pierwszych sesji nagraniowych płyty.
Hrabstwo Darlington County zawarte w tytule piosenki znajduje się w Karolinie Południowej.

## Wykonania koncertowe
"Darlington County" wykonywana była podczas każdego etapu trasy Born in the U.S.A. Tour. Rozpoczynała się ona gitarową solówką Springsteena, po której artysta wykonywał ją, połączoną z "I'm Goin' Down", ze Stevenem Zandtem. Piosenka grana była również podczas Reunion Tour.
Po tragicznych zamachach terrorystycznych na World Trade Center i Pentagon z 11 września 2001 roku Springsteen przestał wykonywać "Darlington County" (której tekst odnosi się do World Trade Center) aż do trzeciego etapu The Rising Tour. Utwór został wykonany także kilkakrotnie podczas Magic Tour.